# Liste der Monuments historiques in Destord
Die Liste der Monuments historiques in Destord führt die Monuments historiques in der französischen Gemeinde Destord auf.

## Liste der Objekte
| Bezeichnung                | Beschreibung                                       | Standort                     | Kennzeichnung | Schutzstatus | Datum | Bild |
| -------------------------- | -------------------------------------------------- | ---------------------------- | ------------- | ------------ | ----- | ---- |
| Skulptur Heiliger Remigius | Stein, farbig gefasst, Anfang des 17. Jahrhunderts | in der Kirche St-Remy (Lage) | PM88000228    | Classé       | 1961  |      |
| Skulptur Heiliger Antonius | Holz, farbig gefasst, Anfang des 17. Jahrhunderts  | in der Kirche St-Remy (Lage) | PM88000227    | Classé       | 1961  |      |